# Jodek cezu aktywowany talem
Jodek cezu aktywowany talem, CsI(Tl) – jodek cezu domieszkowany talem; niehigroskopijny luminofor stanowiący scyntylator promieniowania gamma, o sprawności 75%.